# هيرمان غورينغ
هيرمان غورينغ (بالألمانية: Hermann Göring سماع: ؛ 12 يناير 1893 – 15 أكتوبر 1946) سياسي وقائد عسكري نازي ومؤسس جهاز الشرطة السرية «الغيستابو» بألمانيا النازية، وقائد قوات الطيران الألمانية، خلال الحرب العالمية الثانية. ولد غورينغ في مدينة روزنهايم البفارية لعائلة غنية، وخدم في الحرب العالمية الأولى كطيار في سلاح الطيران، وقد نال عدة ميداليات لشجاعته في القتال. التحق بالحزب النازي في عام 1922، بعد لقاءه بهتلر، وسرعان ما عُيَّن قائدًا لكتيبة العاصفة، وهي عبارة عن قوات خاصة لحماية أعضاء الحزب. شارك غورينغ هتلر في محاولة الانقلاب الفاشلة على النظام. بحكم صلات غورينغ بالطبقة الأرستقراطية في الحكومة البافارية، أُرسل لبرلين ممثلًا عن الحزب النازي لجلب تمويل مالي للحزب، وقد أقنع هتلر بعد ذلك بالانضمام للبرلمان، وبالفعل أصبح غورينغ المتحدث باسم البرلمان الألماني (الرايخستاغ) عام 1932.
بعد أن أصبح هتلر مستشارًا لألمانيا عام 1933، عُين غورينغ في عدة مناصب، كان أهمها تأسيس نواة الجهاز السري الألماني (غستابو)، كما عُين قائدًا لسلاح الطيران الألماني عام 1935. في عام 1936، وضع غورينغ خطة اقتصادية لأربع سنوات، ضمن برنامج هتلر الانتخابي، يتم بموجبها إعادة تنشيط الجيش، والاقتصاد، استعدادًا لدخول ألمانيا في حروب مستقبلية. في عام 1941، قاد غورينغ وخطط لعملية الوضع النهائي، والتي أعطت أوامر لوزير الداخلية فيلهلم فريك آنذاك لحل المسألة اليهودية، وتم بالفعل إرسال الآلاف من اليهود إلى معسكرات الاعتقال، وقضى العديد منهم ضمن ما يُسمى المحرقة اليهودية.
في أواخر الحرب العالمية الثانية، فشل سلاح الجو الألماني في صد الهجمات المتكررة لسلاح الجو الملكي البريطاني، حاول غورينغ ثني هتلر عن مواصلة الحرب، إلا أن الأخير رفض طلباته المتكررة، مما حدا بغورينغ في أواخر الحرب، أن يُعلن نفسه الفوهرر الجديد لألمانيا النازية، واعتبر هتلر ذلك انقلابًا عليه، فجرّده من ألقابه، ورتبه العسكرية، وأوصى بإعدامه فيما بعد. بعد انتهاء الحرب العالمية الثانية، والتي انتهت باستسلام ألمانيا النازية، أُدين غورينغ كمجرم حرب في محاكم نورمبرغ، وحُكم عليه بالإعدام، إلا أنه قام بالانتحار قبل تنفيذ الحكم، وذلك بتسميم نفسه.
يعتبر غورينغ أبرز مهندسي الألمانية النازية. تم الاستشهاد بأقواله مراراً وتكراراً في كتاب «يوميات نورمبرغ» الذي يتناول أحداث محاكم نورمبرغ الشهيرة بعد الحرب العالمية الثانية. كما يُعتبر أكبر مسؤول نازي يخضع للمحاكمة في محاكم نورمبرغ.

## نشأته

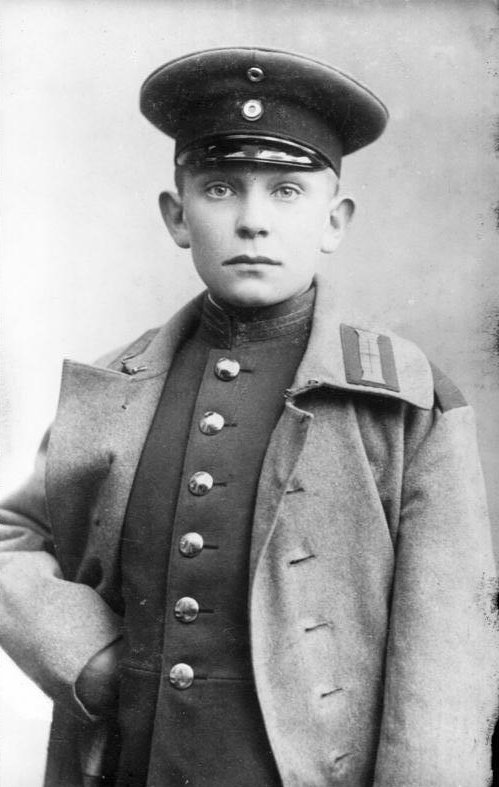
غورينغ طفلًا عام 1907

وُلد غورينغ في 12 يناير 1893 في قرية مارينباد، الواقعة في مدينة روزنهايم البافارية. كان والده هينريك غورينغ، ضابطًا سابقًا في سلاح الفرسان، وعضو القنصلية الألمانية. أما والدته فرانزيشكا غورينغ، فكانت من عائلة فقيرة، تعمل في الزراعة. وحصل الزواج بين هينريك وفرانزيشكا (فاني) على الرغم من الفرق بين الطبقات، وذلك بسبب كون هينريك أرملًا. يُعتبر غورينغ من أبناء الطبقة الغنية؛ حيث كان والده هيرنيك من أصحاب النفوذ، وكان في أواخر حياته القنصل العام الألماني في هايتي. كان غورينغ الطفل الثاني في العائلة المكونة من 5 أفراد. أخوانه الذكور هم ألبرت، وكارل، والإناث هم أولغا، وباولا. بعد تقاعد والد غورينغ في عام 1896، استقرت العائلة في قلعة صغيرة قرب فيلدستاين في ألمانيا.

## التعليم العسكري
كان غورينغ مغرمًا بالعمل العسكري منذ صغره. التحق في سن السادسة عشرة بالأكاديمية العسكرية ببرلين، تخرج منها بعد ذلك بامتياز. ومع بدء الحرب العالمية الأولى، انخرط هيرمان في فرقة المشاة بالجيش الألماني حيث أصابته علّة جسدية تم تشخيصها فيما بعد على أنها التهاب في مفاصل الركبة. أقعدته تلك العلة الفراش بضعة أشهر وتم تسريحه من الجيش لعدم ملاءمته جسدياً. وتمكن بطريقة أن يحصل على وظيفة ملاحظ أرضي لحركة الطيران العسكري وتمكّن بعدها من تلقّي التدريب اللازم لقيادة الطائرات وحصل على رتبة طيار في منتصف 1915. وقام بأولى عملياته كمقاتل طيار في 16 نوفمبر 1915. ولم يمضي وقت على عمله كطيار حربي الا وأُسقطت طائرته وأمضى معظم 1916 يتعافى من حادث السقوط. بعد وفاة مانفرد فون ريشتهوفن، وهو أحد أبطال الحرب العالمية الأولى الألمان، أصبح غورينغ قائدًا لسرب الطائرات JG1. حقق غورينغ أكثر من 22 انتصارًا كقائد للسرب، وقُلد الصليب الحديدي، ووسام الاستحقاق، تقديرًا لشجاعته في القتال. بعد نهاية الحرب، عمل غورينغ كطيار في شركة فوكر للطيران الهولندية، وهي شركة طيران مدني. استمر بالعمل عدة سنوات، والتقى أثناء عمله بزوجته الأولى كارين كانتزو.

## لقاءه بهتلر

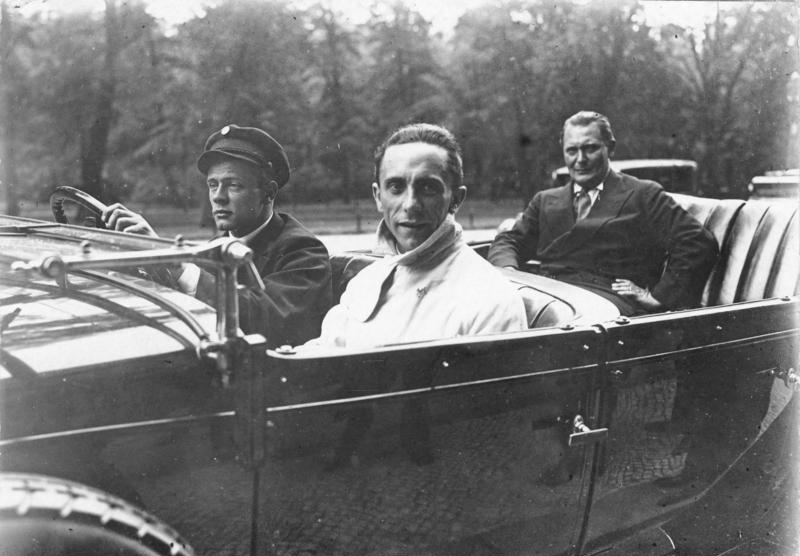
غورينغ عام 1930، ويظهر في الصورة جوزيف غوبلز، الذي أصبح وزيرًا للدعاية النازية بعد ذلك.

التقى غورينغ بهتلر عام 1921، وفد كان يُنظر لغورينغ بعد الحرب كبطل عسكري. انضم في عام 1922 لحزب العمال الاشتراكي الوطني واتخذ لنفسه قيادة الكتيبة الضاربة "SA"، أو ما تُسمى بقوات الصاعقة، وهي تُمثل الجتاح العسكري للحزب، ووظيفته حماية أعضاء الحزب البارزين. ساهم غورينغ كثيرًا في التخطيط لانقلاب انقلاب بير هول، والذي كان يقوده هتلر للإطاحة بالسلطة الحاكمة، وبعد فشل الانقلاب، وُضع هتلر في السجن، وأما غورينغ فأصيب بجروح بالغة في فخذه، وحاولت السلطات القبض عليه، إلا أنه هرب إلى النمسا مع زوجته؛ حيث تلقى العلاج هناك. تُشير المصادر أن غورينغ كان مدمنًا لتعاطي مخدر المورفين بين عامي 1926، و1927، وكان يتعاطى المورفين كثيرًا لتخفيف الآلام التي أصابته بعد محاولة الانقلاب. عاد غورينغ إلى ألمانيا في عام 1927، وعاد لقيادة الحزب مرة أخرى، وهذه المرة أقنع هتلر بترشح الحزب النازي للانتخابات التشريعية، وبالفعل حصل الحزب على 12 مقعدًا في البرلمان الألماني، وقد قاد غورينغ كتلة الحزب النازي في البرلمان، وقد أصبح في عام 1932 رئيسًا للبرلمان الألماني (الرايخستاغ)، بعد فوز الحزب ب230 مقعدًا. كان غورينغ من أكثر المٌخلصين لهتلر في ذلك الوقت، وقد عينه هتلر كأبرز مستشاريه داخل الحزب. كما عُين نائبًا لهتلر في الحزب، وكان له دور كبير في وصول هتلر بعد ذلك إلى السلطة عام 1933.

### حكومة هتلر
تقلّد عدّة مناصب في ألمانيا الرايخ الأول والرايخ الثالث ومنها وزير الاقتصاد وبعدها القائد العام لسلاح الطيران عام 1935.
عُرف عن غورينغ ذوقه الرفيع وأناقة ملبسه وتزوج من بارونة سويدية أغدقت عليه من ثروتها وجعلته منغمساً بالنعيم. ومع بداية الحرب العالمية الثانية، يبقى غورينغ مسؤولاً عن الخسائر التي تكبدتها ألمانيا في محاولتها لإخضاع التاج البريطاني عن طريق الغارات الجوية مما قلل من شأنه في التسلسل الهرمي النازي وهبوط شعبيته في الوسط الألماني الشعبي لثرائه بينما كان الألمان يذوقون شرّ الحرمان والحرب.
وفيما يتعلق في إبادة المدنيين في معسكرات العمل النازية، فقد كان غورينغ أعلى سلطة نازية توثّق الإبادة الجماعية للمدنيين فيما يُعرف بخطّة «الحل الأخير» الرامية لترحيل المدنيين ترحيلاً قسرياً إلى معسكرات العمل ومن ثمّة ابادتهم. ويُعتقد أن هتلر أوعز لغورينغ بهذا العمل بشكل شفهي.
وفي الوصية الخطية التي تركها هتلر قبل انتحاره، فقد جرّد هتلر كل من غورينغ وهينريك هيملر من رتبهم العسكرية والإدارية لاتهامه اياهم بالخيانة العظمي بدأبهم للتفاوض مع العدو بدون سابق موافقة أو تشاور مع هتلر. حدث هذا عندما بعث غورينغ ببرقية إلى هتلر في 23 ابريل 1945 يعرض فيها قيادة الرايخ الثالث كخليفة لهتلر. وقامت الوحدات الخاصة بإلقاء القبض على غورينغ في 25 ابريل من نفس العام.

## محاكمته ووفاته
استسلم غورينغ للقوات الأمريكية في 8 أو 9 أبريل 1945 في النمسا وبهذا يصبح غورينغ أعلى رتبة نازية تمثل أمام محاكم نورمبرغ. ودافع الرجل عن نفسه باستماتة أمام المحكمة إلا أنها حكمت عليه بالإعدام. وفي عمل تحدّى به غورينغ حكم المحكمة، أقدم غورينغ على الانتحار بتجرّعه السم ومات في 15 أكتوبر 1946، أي قبل يوم واحد من تنفيذ حكم الإعدام فيه.

## من أقواله
من أقواله الشهيرة جدا، جملة «كلما سمعت كلمة ثقافة، تحسست مسدسي» والجملة لها عدة مرادفات أخرى، وليس مؤكدا إذا كان هو قائلها أم لا، لان مصدرها كان مسرحية (Schlageter) للكاتب الألماني النازي (Hanns Johst).
وله قول آخر عن تقبل الشعوب لقرارات الحرب، وكيف يؤثر إعلام الحكومة عليهم:
«بطبيعة الحال، فإن عامة الناس لا يريدون الحرب، لا في روسيا ولا في إنجلترا ولا في أميركا، ولا حتى في ألمانيا. وهذا أمر مفهوم. ولكن بعد كل شيء، فإن قادة البلاد هم من يحددون السياسة، ودائما ما كان جر الشعوب لها أمرا بسيطا، سواء كان النظام ديمقراطي أو دكتاتور فاشي أو برلماني أو دكتاتور شيوعي. أيا كانت الشعوب لها صوت أم بلا حرية. دائما ما يمكن قيادة الشعب نحو اتجاهات القادة، وهذا سهل جدا، كل ما عليك فعله هو أن تقول لهم أنهم يتعرضون للهجوم، وتهاجم دعاة السلام بقلة وطنيتهم وتعريضهم البلاد للخطر. تعمل نفس الطريقة في كل بلد.»

## مواضيع ذات صلة
- ادولف هتلر
- الرايخ الثالث
- جوزيف غوبلز
- ادولف ايكمان
- الحرب العالمية الثانية
- الحل الأخير
- محاكم نورمبرغ
- هينريك هيملر
- جيستابو
- معسكر اعتقال

## وصلات خارجية
- هيرمان غورينغ على موقع IMDb (الإنجليزية)
- هيرمان غورينغ على موقع الموسوعة البريطانية (الإنجليزية)
- هيرمان غورينغ على موقع مونزينجر (الألمانية)
- هيرمان غورينغ على موقع ألو سيني (الفرنسية)
- هيرمان غورينغ على موقع ميوزك برينز (الإنجليزية)
- هيرمان غورينغ على موقع قاعدة بيانات الأفلام السويدية (السويدية)
- هيرمان غورينغ على موقع إن إن دي بي (الإنجليزية)
- هيرمان غورينغ على موقع قاعدة بيانات الفيلم (الإنجليزية)

- صور لهيرمان غورينغ